# Nature morte au verre et au citron
Nature morte au verre et au citron est un tableau réalisé par l'artiste espagnol Pablo Picasso en 1910. Cette huile sur toile est une nature morte typique du cubisme analytique qui représente notamment un verre, un citron et une palette de peintre. Léguée par Mary E. Johnston en 1967, l'œuvre est conservée au Cincinnati Art Museum, à Cincinnati, dans l'Ohio, aux États-Unis.